# Sottogruppo dello spinello
Il gruppo degli spinelli è un importante gruppo isomorfo di minerali della classe degli ossidi che cristallizza nel sistema cubico con habitus prevalentemente ottaedrico.

## Struttura
La formula generale della cella elementare dei minerali del gruppo è R2+8R3+16O2-32, dove R2+ rappresenta un catione bivalente e R3+ un catione trivalente. I cationi bivalenti possono essere ferro (Fe), magnesio (Mg), manganese (Mn), nichel (Ni), titanio (Ti), zinco (Zn) e i trivalenti possono essere alluminio (Al), cromo (Cr), ferro e manganese. 
La struttura prevalente del gruppo dello spinello vede una cella elementare cubica compatta costituita da trentadue anioni di ossigeno e ventiquattro cationi, dei quali otto ioni bivalenti in coordinazione tetraedrica con l'ossigeno e sedici ioni trivalenti in coordinazione ottaedrica. Questa struttura è chiamata «normale» e si differenzia da quella «inversa» (detta anche «struttura degli anti-spinelli») in cui i sedici cationi trivalenti occupano in egual percentuale entrambe le posizioni reticolari, mentre gli otto cationi bivalenti si trovano tutti in coordinazione ottaedrica.
La distribuzione statistica limite dei cationi, sopra indicata per le due strutture, si riferisce solo ai termini estremi teorici del gruppo isomorfo e ad alcuni spinelli artificiali, mentre in natura si rinvengono comunemente soluzioni solide intermedie tra le due strutture in proporzione variabile.
Gli spinelli con struttura normale sono tutti quelli che appartengono alla serie dello spinello e della cromite; hanno struttura inversa, invece, gli spinelli della serie della magnetite.
Oltre ai cationi, giocano un ruolo strutturale anche le lacune reticolari e la possibilità di creare soluzioni solide con corindone ed ematite come nel caso della sottoserie γ-Al2O3 - γ-Fe2O3 in cui il termine ferrico è un anti-spinello (maghemite) con delle lacune reticolari in posizione tetraedrica.

## Chimica
Il gruppo deve il suo nome allo spinello propriamente detto che è un minerale di alluminio e magnesio con formula MgAl2O4 e costituisce uno dei termini estremi teorici della serie omonima, una delle tre serie isomorfe principali del gruppo dello spinello.
In cristallografia chimica, con isomorfismo (dal greco col significato di stessa forma) si intende la proprietà di due o più composti chimici di formare una soluzione solida. Interessa in varia misura (esistono tre specie di isomorfismo) composti con formula chimica e costanti cristallografiche molto vicine che cristallizzano nella stessa classe mineralogica. 
I termini estremi di una serie isomorfa sono sempre generalmente rari in natura e le serie del gruppo degli spinelli non fanno eccezione. Sono comunemente presenti, invece, minerali che dal punto di vista chimico sono delle miscele in proporzione variabile fra i termini teorici.
Il gruppo dello spinello è rappresentabile graficamente, con sufficiente completezza, attraverso un prisma multicomponente ai cui vertici possiamo posizionare i 6 termini più rilevanti delle tre serie principali: spinello ed ercinite per la serie dello spinello; magnesioferrite e magnetite (o in alternativa a quest'ultimo, l'ulvöspinello) per la serie della magnetite; la magnesiocromite e la cromite per la serie della cromite.

### Serie dello spinello
La serie dello spinello ha struttura normale ed è caratterizzata dalla presenza dell'alluminio in coordinazione ottaedrica.
I termini estremi sono:
- Spinello - MgAl2O4
- Ercinite - Fe(II)Al2O4
- Gahnite - ZnAl2O4
- Galaxite - MnAl2O4

I termini più significativi di questa serie appartengono alla sottoserie spinello-ercinite con una netta prevalenza del termine ferroso. I minerali misti con un rapporto Mg:Fe2+ compreso tra 3 e 1 prendono il nome di pleonasto (Fe, Mg)(Al, Fe)2O4.
Sottoserie isomorfe meno diffuse sono spinello-gahnite con i termini intermedi ricchi di zinco (vicariante del magnesio) che vengono denominati gahnospinelli, e spinello-magnesiocromite che vede il cromo sostituire l'alluminio in posizione ottaedrica (i termini ricchi in cromo prendono il nome di picotite). La Galaxite è il termine più raro e forma normalmente una sottoserie con ercinite e magnetite.

### Serie della magnetite
I termini estremi sono:
- Magnesioferrite - MgFe(III)2O4
- Magnetite - Fe(II)Fe(III)2O4
- Franklinite - ZnFe(III)2O4
- Jacobsite - MnFe(III)2O4
- Trevorite - NiFe(III)2O4

### Serie della cromite
I termini estremi sono:
- Magnesiocromite - MgCr2O4
- Cromite - Fe(II)Cr2O4

## Origine e giacitura[4]
La genesi degli spinelli è varia. Tuttavia la genesi per minerale è la seguente:
- lo spinello vero e proprio si rinviene in rocce metamorfiche che sono derivate da sedimenti calcarei o argillosi;
- l'ercinite si rinviene in rocce povere di silice e ricche di ferro e magnesio, sia che esse siano intrusive sia che siano metamorfiche;
- la gahnite generalmente si rinviene in pegmatiti e rocce metamorfiche;
- la magnetite si trova in molti tipi di roccia;
- la cromite e la magnesiocromite si trovano in rocce femiche o ultrafemiche, sia magmatiche che metamorfiche e in particolari depositi sedimentari.

## Utilizzi[4]
La magnetite viene utilizzata per l'estrazione del ferro, la cromite per l'estrazione del cromo e la franklinite per l'estrazione dello zinco. Inoltre lo spinello ha un interesse gemmologico. Tutti gli altri spinelli hanno un interesse scientifico o collezionistico.

## Minerali del gruppo degli spinelli[5]
- Alessandrite
- Brunogeierite
- Cimofane
- Crisoberillo
- Cromite
- Cocromite
- Coulsonite
- Cuprospinello
- Dellagiustaite
- Ercinite
- Franklinite
- Gahnite
- Galaxite
- Jacobsite
- Magnesiocromite
- Magnesiocoulsonite
- Magnesioferrite
- Magnetite
- Manganocromite
- Qandilite
- Spinello
- Trevorite
- Ulvöspinello
- Vuorelainenite
- Zincocromite